# Matteo Donegà
Matteo Donegà (Bondeno, 1º aprile 1998) è un pistard e ciclista su strada italiano che corre per il Cycling Team Friuli Victorious. Specialista delle prove endurance su pista, nel 2020 è stato medaglia d'argento nella corsa a punti ai campionati europei, mentre nel 2022 ha vinto una prova di omnium di Coppa delle Nazioni.

## Carriera
Inizia la carriera ciclistica presso la società Bondeno Free Bike (2010-2013), per poi approdare alla Sancarlese di San Carlo, frazione di Terre del Reno (2013-2016) per gareggiare nella categoria allievi (primi due anni) e juniores (secondi due anni). Nel 2017 debutta nella categoria Under-23 con il Cycling Team Friuli, formazione diventata di categoria Continental nel 2019.
Corridore multidisciplinare, con caratteristiche di passista veloce, gareggia sia su strada che su pista. Su strada ottiene quattro successi da Juniores, uno nel 2015 e tre nel 2016, ma nessuno da Under-23; su pista partecipa invece con la Nazionale italiana a diverse edizioni dei Campionati europei Juniores e Under-23 (come Juniores alle edizioni 2015 e 2016, come Under-23 alle edizioni 2018, 2019 e 2020), vincendo l'argento nella corsa a punti Juniores nel 2016 a Montichiari e l'argento nella corsa a punti Under-23 nel 2018 ad Aigle. Su pista tra gli Juniores vince anche tre titoli nazionali, due nell'americana (2015 e 2016, sempre in coppia con Nicolò Gozzi) e uno nell'omnium (2016).
Nel 2020 viene per la prima volta convocato in Nazionale maggiore per gli europei Elite su pista di Plovdiv assieme a Gidas Umbri, in sostituzione di Liam Bertazzo e Michele Scartezzini, costretti a rinunciare a causa del COVID-19. Durante la manifestazione vince l'argento nella corsa a punti, terminando la gara alle spalle dello spagnolo Sebastián Mora, e conclude decimo nello scratch.

## Palmarès

### Pista
- 2021

Tre sere di Pordenone, Corsa a punti
Tre sere di Pordenone, Americana (con Stefano Moro)
Tre sere di Pordenone, Omnium
Grand Prix Prešov, Americana (con Roman Hladyš)
Grand Prix Prostějov, Corsa a punti
Fenioux Piste, Corsa a punti
- 2022

Grand Prix Brno, Americana (con Denis Rugovac)
3ª prova Coppa delle Nazioni, Omnium (Cali)
Tre sere di Pordenone, Corsa a punti
- 2023

Tre sere di Pordenone, Americana (con Davide Boscaro)
Tre sere di Pordenone, Omnium
Life`s an Omnium, Americana (con Juan David Sierra)
- 2024

500+1 Kolo, Corsa a eliminazione

## Piazzamenti

### Competizioni europee
- Campionati europei su pista

Montichiari 2016 - Corsa a punti Juniores: 2º
Aigle 2018 - Corsa a punti Under-23: 2º
Gand 2019 - Corsa a punti Under-23: 9º
Fiorenzuola d'Arda 2020 - Corsa a punti Under-23: 6º
Plovdiv 2020 - Scratch: 10º
Plovdiv 2020 - Corsa a punti: 2º
Grenchen 2021 - Corsa a punti: 12º
Monaco di Baviera 2022 - Corsa a punti: 5º